# Ormen Långe (hus, Masmo)

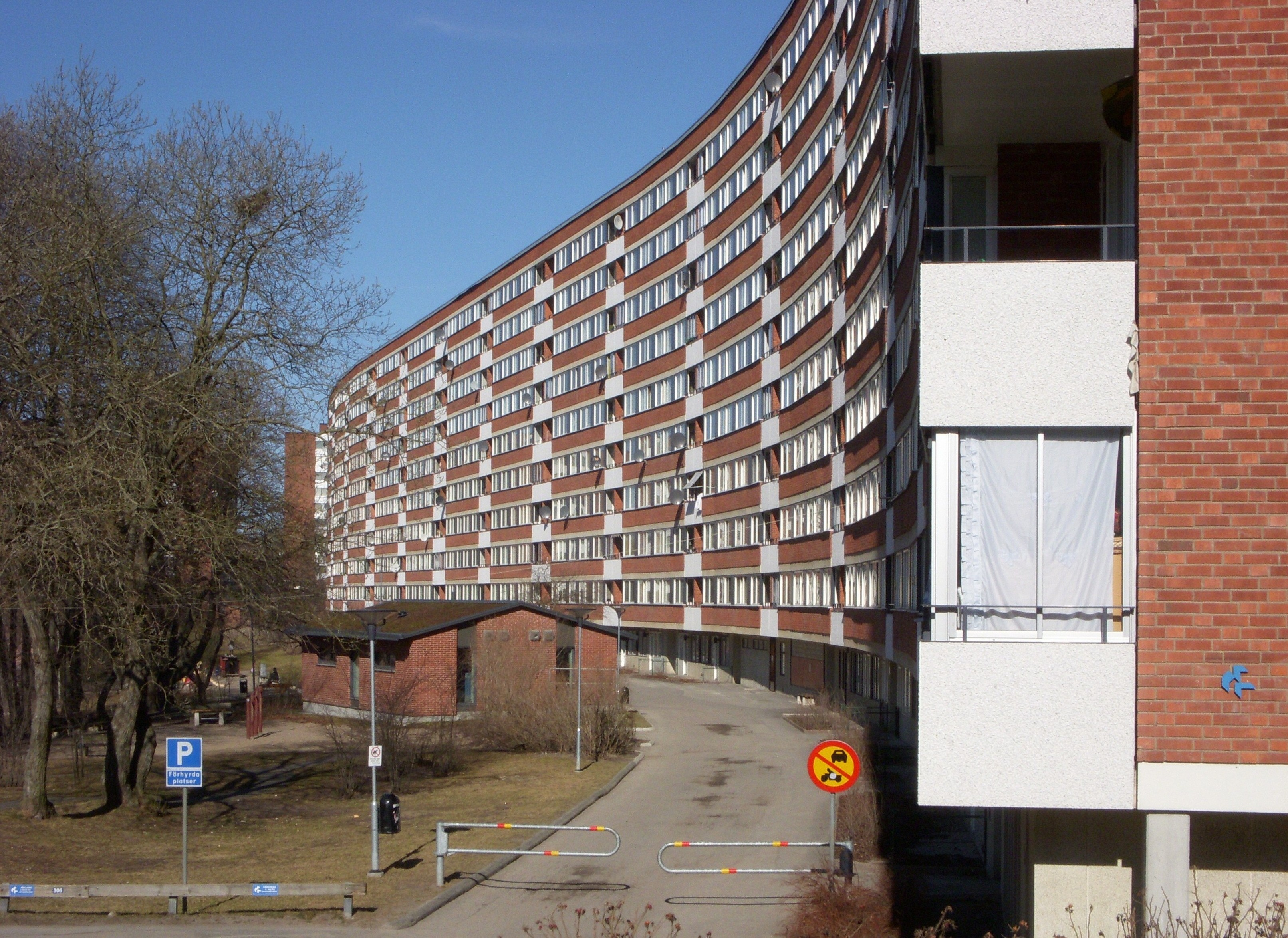
Skivhuset "Ormen Långe 5, 6 och 7".

Ormen Långe är en fastighet med flera bostadshus vid Solhagavägen 6–36 och Botkyrkavägen 1, 3, 5 i området Masmo (Vårby Haga) i Huddinge kommun, Stockholms län. Bebyggelsen består av ett långt "slingrande" skivhus som tillsammans med de sex punkthusen vid Botkyrkavägen var den första moderna förortsbebyggelsen i dessa trakter. 

## Historik

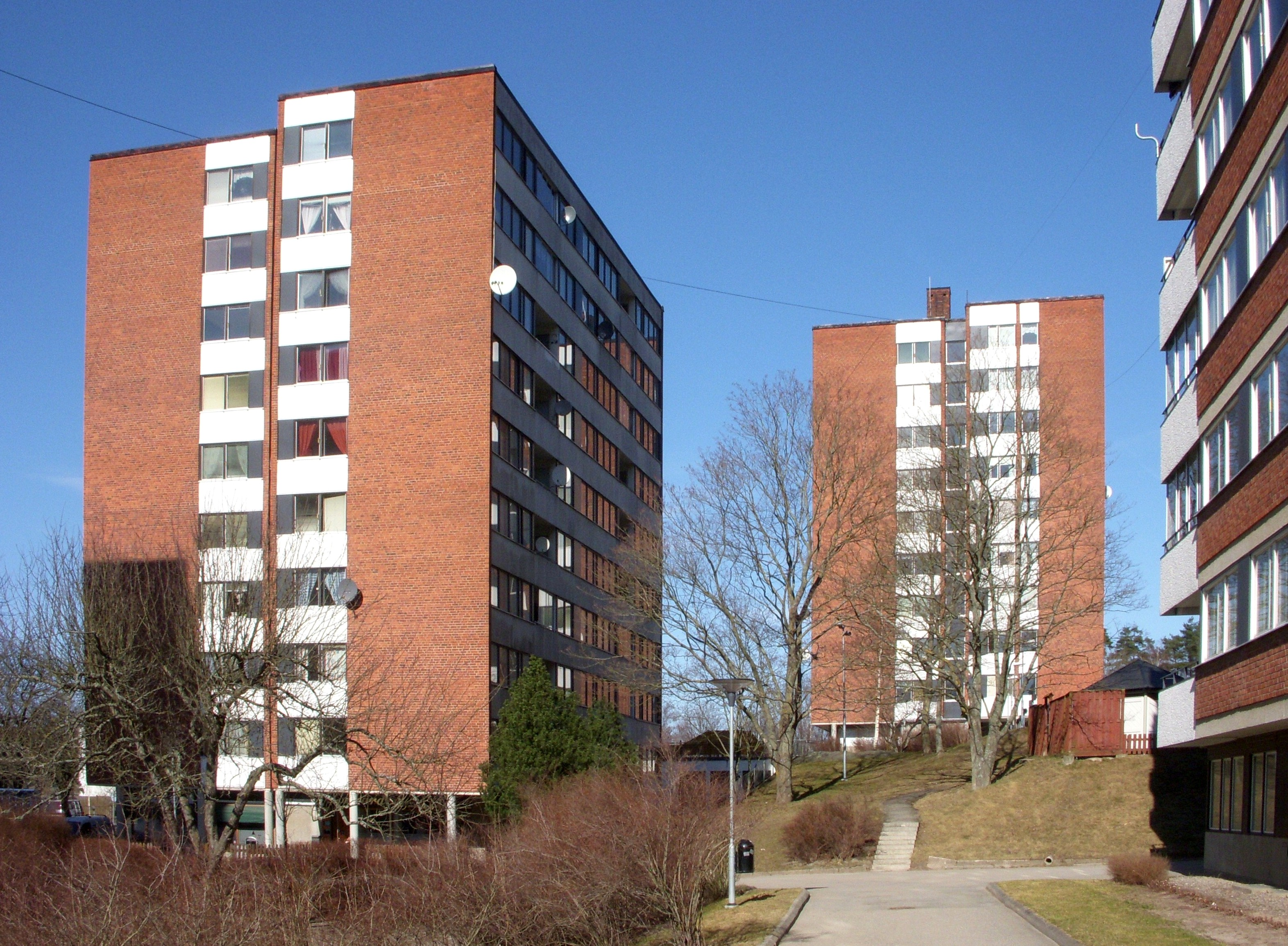
Punkthusen "Ormen Långe 1 och 2"

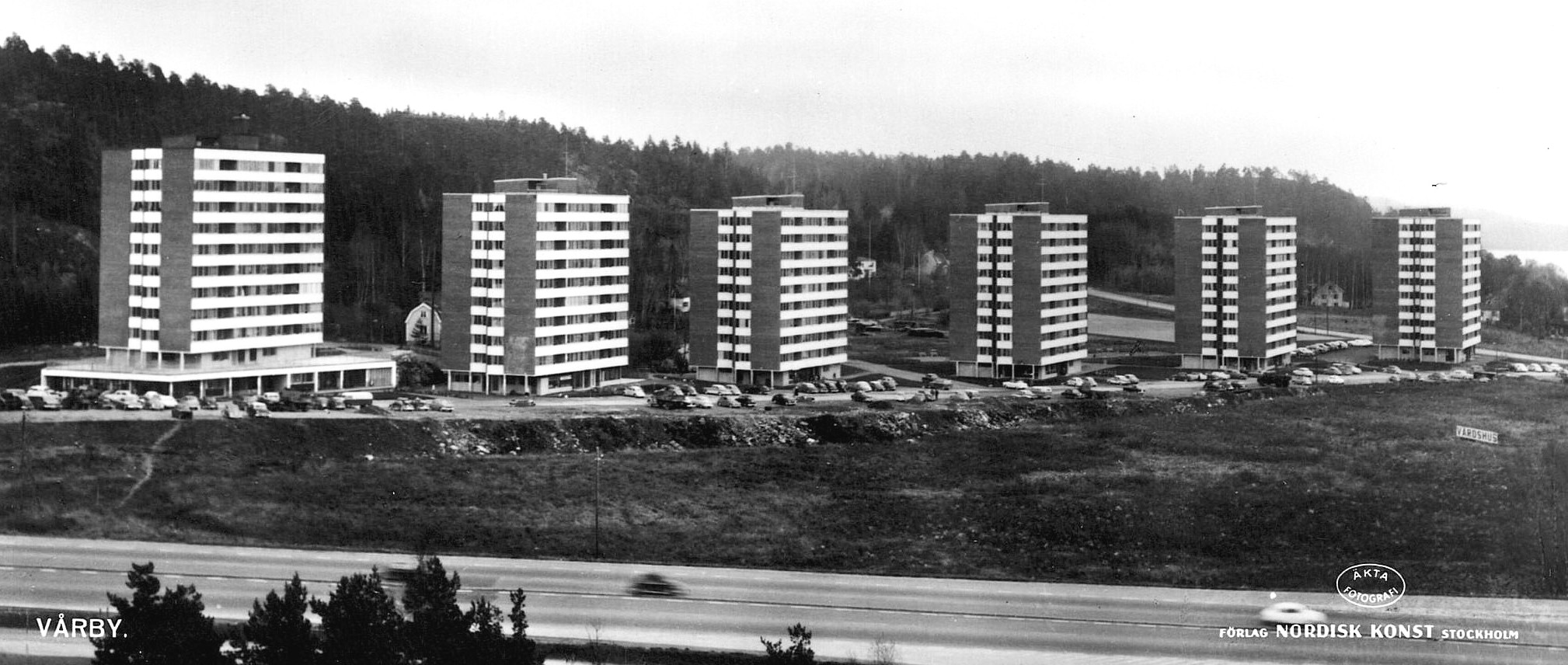
Punkthusen färdiga omkring 1962

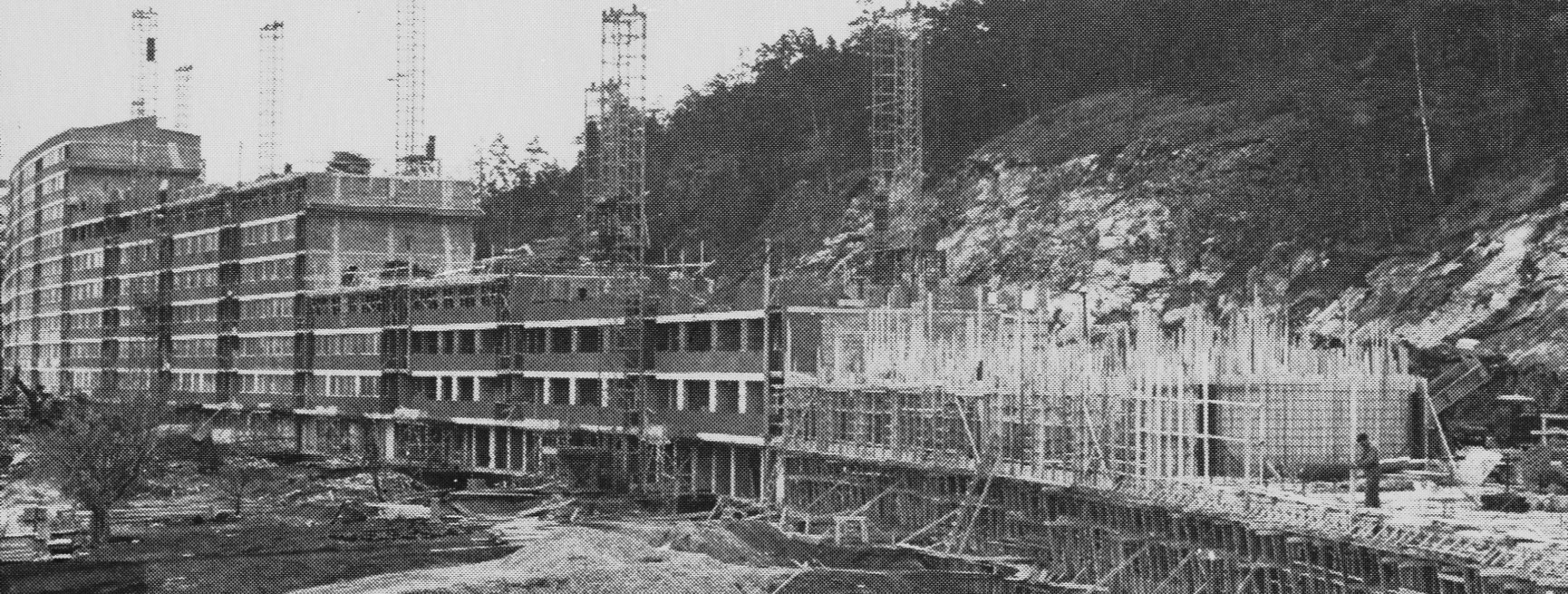
Ormen Långe under uppförande

Bostadshusen uppfördes från slutet av 1950- till mitten av 1960-talet efter ritningar av arkitekt Andreas Carstens (1926–2000). Husens byggherre var det kommunala bostadsföretaget HUGE, som fortfarande äger dem. Det långa skivhuset har 9 respektive 10 våningar, beroende på från vilken sida man närmar sig byggnaden. Huset är cirka 300 meter långt och invigdes 1964.  
På grund av sin långa, slingrande form kallades byggnaden för Ormen Långe, vilket var namnet på vikingakonungen Olav Tryggvasons skepp. Det har även blivit husets fastighetsbeteckning, efter att den från början var "Solgården". 
Skivhuset Ormen Långe innehåller totalt 421 lägenheter som är uppdelat på fyra huskroppar; Ormen Långe 5 med 101 lägenheter, Ormen Långe 6 med 105 lägenheter, Ormen Långe 7 med 106 lägenheter och Ormen Långe 8 med 109 lägenheter. Punkthusen stod färdiga cirka två år tidigare. De har 10 våningar med en indragen bottenvåning som innehåller bland annat butiker och restauranger. Varje punkthus innehåller 54 lägenheter. 
Skivhusets ena långfasad har indragna balkonger och vänder sig mot väst. Bröstningsband av rött tegel och vita balkongfronter förstärker den långsträckta arkitekturen. Entréerna ligger mot Masmoberget på ostsidan, mellan dessa finns konstnärlig utsmyckning i form av sex mosaiker och reliefer. Det långa huset och de sex punkthusen är väl synliga från Södertäljevägen (E4/E20) som går förbi i väst. Bakom bostadskomplexet reser sig Masmoberget. 

## Konstnärlig utsmyckning (urval)

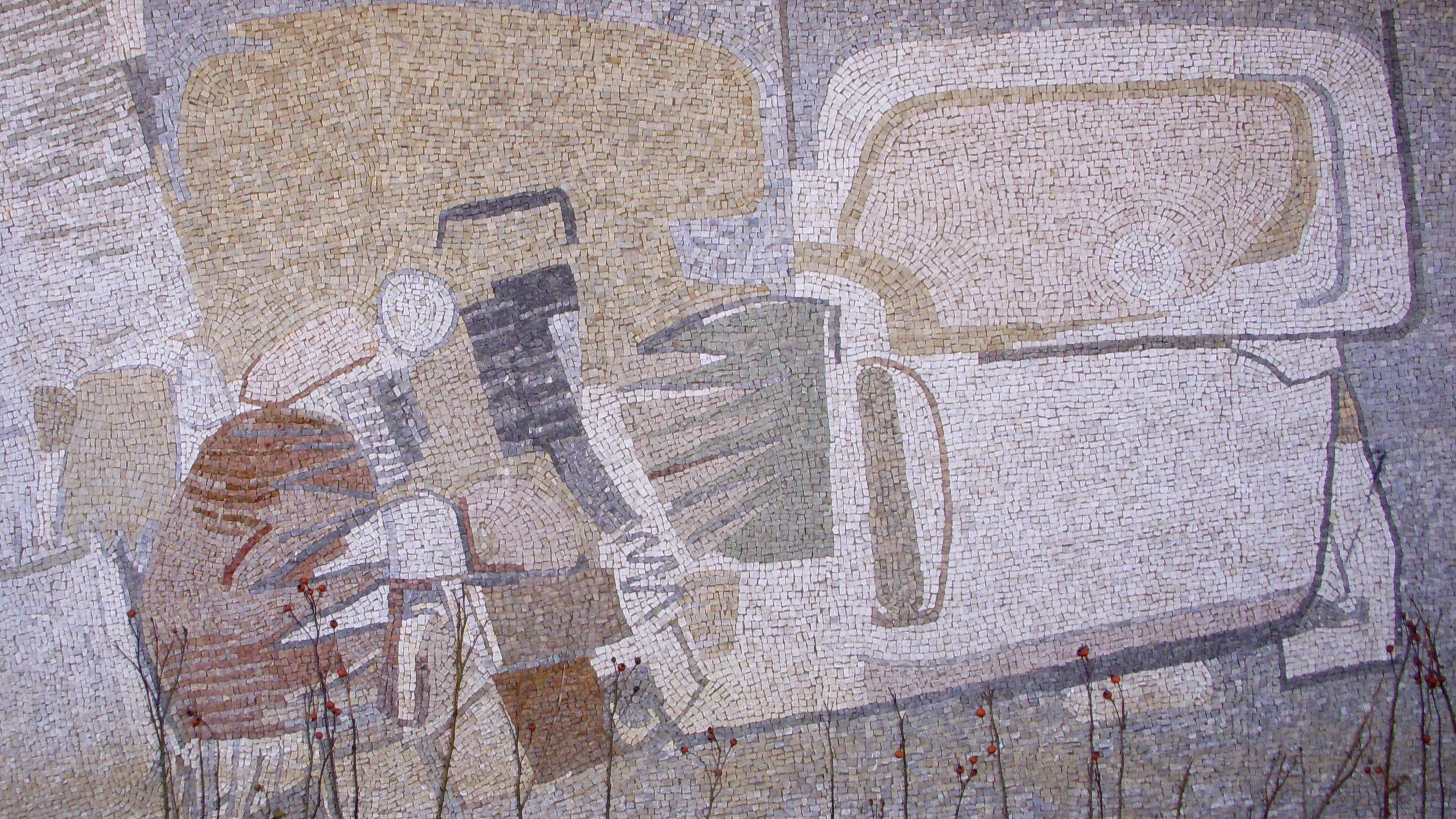
"Miklagård" av Lars Hellström 1964
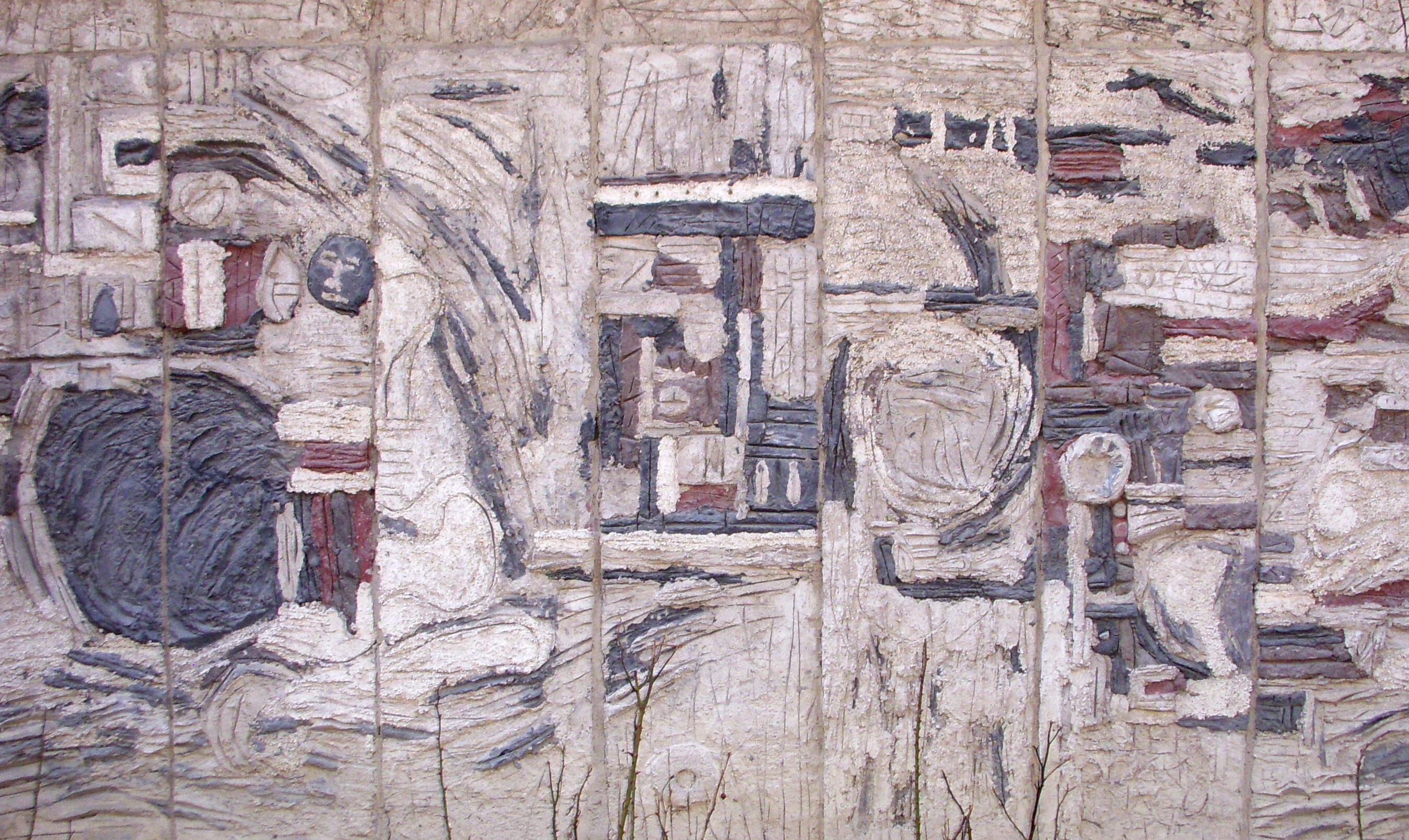
"Betongblot" av Olav Nilsson 1964
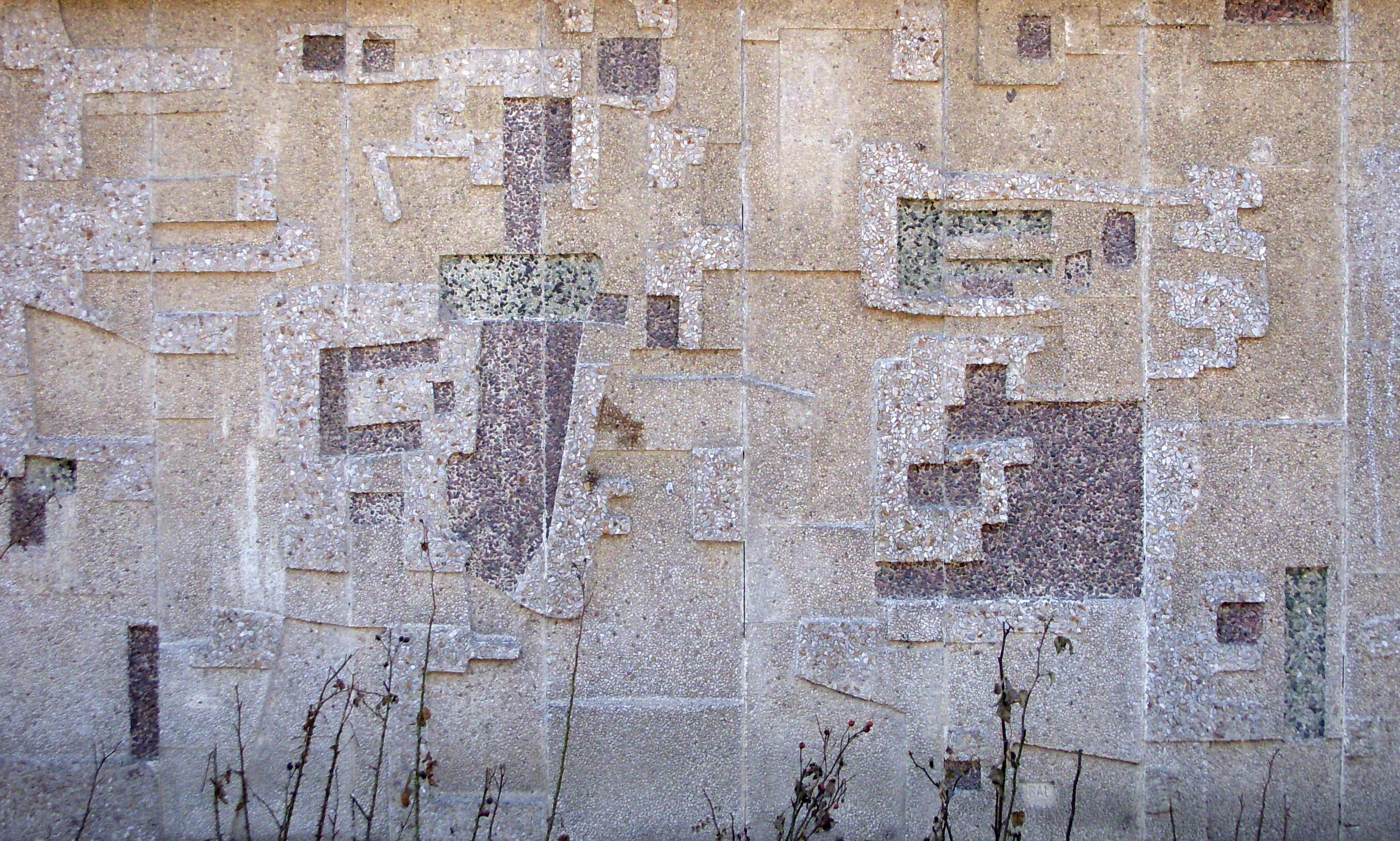
"Relief 1" av Bengt Linderos 1964
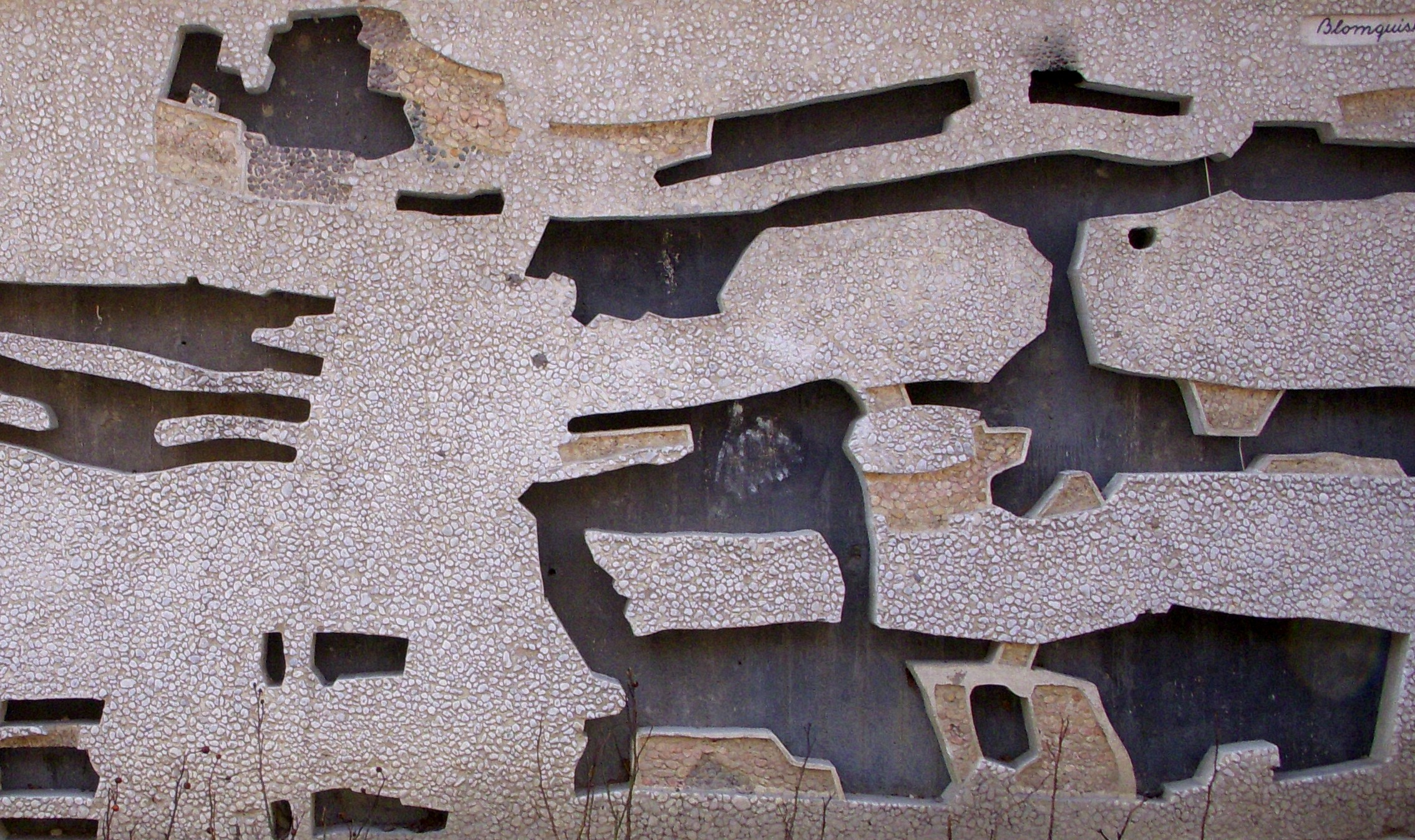
"TU" av Bengt Blomquist 1964